# Akwanga (meteoryt)
Akwanga – meteoryt kamienny należący do chondrytów oliwinowo-bronzytowych H 3,4, spadły 3 lipca 1959 roku w stanie Plateau w Nigerii. Z miejsca spadku pozyskano 3 kg materii meteorytowej.